# Налескино (Нижегородская область)
Налескино — деревня в Городецком районе Нижегородской области. Входит в состав Кумохинского сельсовета.